# Камбе Сугао
Сугао Камбе (яп. 神戸 清雄, нар. 2 серпня 1961, Префектура Сідзуока) — японський футболіст, що грав на позиції нападника. По завершенні ігрової кар'єри — тренер.

## Ігрова кар'єра
У дорослому футболі дебютував 1984 року виступами за команду клубу «Хонда», кольори якої і захищав протягом усієї своєї кар'єри гравця, що тривала вісім років. 
Також був гравцем у футзал. У складі національної збірної Японії брав участь у чемпіонаті світу 1989 року.

## Кар'єра тренера
Розпочав тренерську кар'єру, повернувшись до футболу після тривалої перерви, 2002 року, очоливши тренерський штаб збірної Філіппін.
2003 року став головним тренером збірної Гуаму, тренував цю збірну два роки.
Згодом з 2005 року працював на батьківщині у клубі «Нагоя Грампус», спочатку як тренер молодіжної команди, а в 2008–2009 роках — асистентом головного тренера основної команди.
Протягом частини 2009 року також очолював тренерський штаб збірної Північних Маріанських Островів.
2011 року був головним тренером «ДЖЕФ Юнайтед».
З 2013 року працював у Таїланді, спочатку як головний тренер клубу «Накхон Ратчасіма», а протягом 2016–2017 років на аналогічній посаді у клубі «Чіангмай».